# Кучелапівське сільське поселення
Кучела́півське сільське поселення (рос. Кучелаповское сельское поселение) — адміністративна одиниця у складі Орічівського району Кіровської області Росії. Адміністративний центр поселення — присілок Кучелапи.

## Історія
Станом на 2002 рік на території сучасного поселення існували такі адміністративні одиниці:
- Кучелапівський сільський округ (селища Сосновий Бор, Шиннік, присілки Березовка, Бутирки, Веселухи, Ворсіно, Дербені, Кучелапи, Піщанка, Татарнік)

Поселення було утворене згідно із законом Кіровської області від 7 грудня 2004 року № 284-ЗО у рамках муніципальної реформи шляхом перетворення Кучелапівського сільського округу.

## Населення
Населення поселення становить 635 осіб (2017; 651 у 2016, 662 у 2015, 705 у 2014, 713 у 2013, 717 у 2012, 714 у 2010, 813 у 2002).

## Склад
До складу поселення входять 10 населених пунктів:
| Населений пункт      | Населення, осіб (2002) | Населення, осіб (2010) |
| -------------------- | ---------------------- | ---------------------- |
| Березовка, присілок  | 11                     | 8                      |
| Бутирки, присілок    | 12                     | 10                     |
| Веселухи, присілок   | 5                      | 3                      |
| Ворсіно, присілок    | 11                     | 25                     |
| Дербені, присілок    | 35                     | 34                     |
| Кучелапи, присілок   | 445                    | 412                    |
| Піщанка, присілок    | 42                     | 46                     |
| Сосновий Бор, селище | 240                    | 171                    |
| Татарнік, присілок   | 0                      | 0                      |
| Шиннік, селище       | 12                     | 5                      |